# Helotium terrigenum
Helotium terrigenum är en svampart som beskrevs av Cooke & W. Phillips ex Massee 1895. Helotium terrigenum ingår i släktet Helotium och familjen Helotiaceae.   Inga underarter finns listade i Catalogue of Life.